# Rapalira
Rapalira (Puffinus myrtae) är en akut utrotningshotad nyligen urskild fågelart i familjen liror. Den häckar endast på en enda ö i Australöarna i Stilla havet. Tidigare behandlades rapaliran, hawaiiliran och socorroliran som en och samma art, men urskiljs numera vanligen som skilda arter.

## Utseende
Rapaliran är en rätt liten (33–35 cm) lira med svart ovansida och vit undersida. Den är mycket lik hawaiiliran, men är tydligt mindre än denna, med en unik kombination av helt vita undre stjärttäckare, vitare ansikte och vitaktiga innerfan på vingpennorna.

## Läten
Lätena är okända.

## Utbredning och systematik
Fågeln häckar enbart på ön Rapa i Australöarna, del av Franska Polynesien. Tidigare behandlades den tillsammans med hawaiiliran (P. newelli) som underart till socorroliran (P. auricularis) och vissa gör det fortfarande. Genetiska studier visar dock att den är mer distinkt från hawaiiliran än vad den senare är från townsendliran. Den har också ansetts vara underart till hawaiiliran (under namnet newellira) när den senare urskiljts som egen art, längre tillbaka även till dvärgliran (P. assimilis).

## Levnadssätt
Arten häckar i bohålor på fyra små skär kring Rapa Iti. I övrigt är inget känt om vare sig dess häckningsbeteende eller födan.

## Status
Rapaliran har ett mycket litet häckningsområde. Världspopulationen består av under 250 vuxna individer och arten minskar dessutom drastiskt i antal, antagligen till följd av predation från införda däggdjur. Internationella naturvårdsunionen IUCN kategoriserar den därför som akut hotad.

## Taxonomi och namn
Fågelarten beskrevs vetenskapligt först 1959. Dess vetenskapliga artnamn myrtae är av oklar härkomst.